# Xã Oneida, Quận Sanborn, South Dakota
Xã Oneida (tiếng Anh: Oneida Township) là một xã thuộc quận Sanborn, tiểu bang Nam Dakota, Hoa Kỳ. Năm 2010, dân số của xã này là 27 người.